# Tupanvirus
O Tupanvírus é o nome de dois vírus gigantes, Tupanvírus de oceanos profundos e Tupanvírus de lago de água carbonatada. Eles são nomeados em homenagem a Tupã, um deus de trovão guarani e aos lugares que foram encontrados. Único para esses vírus é que eles podem criar todos os 20 aminoácidos padrão. Cada Tupanvirus possui um livro de instruções genéticas com cerca de 1,5 milhões de pares de DNA, mais do que algumas bactérias.